# Hubošovce
Hubošovce (in ungherese Gombosszentgyörgy) è un comune della Slovacchia facente parte del distretto di Sabinov, nella regione di Prešov.